# Чёрная вдова (фильм, 2021)
«Чёрная вдова́» (англ. Black Widow) — американский художественный фильм 2021 года режиссёра Кейт Шортланд со Скарлетт Йоханссон в главной роли. Сценарий написал Эрик Пирсон по комиксам Marvel о приключениях супергероини Чёрной вдовы. 24-й фильм медиафраншизы «Кинематографическая вселенная Marvel» (КВМ) и первый в Четвёртой фазе. После событий кинокомикса «Первый мститель: Противостояние» бывшая русская шпионка Наташа Романофф вынуждена столкнуться со своим прошлым до того, как стала Мстителем.
Lionsgate Films приступила к работе над картиной в апреле 2004 года. Сценаристом и режиссёром был Дэвид Хейтер. Проект не смог продвинуться дальше, а права на персонажа вернулись к Marvel Studios в июне 2006 года. На роль Чёрной вдовы была утверждена Йоханссон. Актриса сыграла героиню в нескольких картинах КВM, начиная со второй части «Железного человека», и обсуждала с Marvel съёмки сольного фильма. Работа над сценарием началась в 2017 году. В следующему году режиссёром стала Шортланд. Фильм был задуман как приквел и завершение истории Романофф в КВM после её смерти во «Мстителях: Финал». Шортланд акцентировала внимание на экшн-сценах. Съёмки проходили с мая по октябрь 2019 года в Норвегии, Англии, Будапеште (Марокко) и Мейконе (штат Джорджия).
Премьера картины состоялась 29 июня 2021 года. В США лента вышла 9 июля  одновременно в кинотеатрах и на платформе Disney+ с подпиской Premier Access. Из-за пандемии COVID-19 дата выхода три раза откладывалась. Кинокомикс побил несколько кассовых рекордов в период пандемии и собрал в прокате свыше 379 миллионов долларов. Фильм получил положительные отзывы критиков. Они хвалили экшн-сцены и игру Йоханссон и Флоренс Пью. В июле 2021 года Йоханссон подала иск против Disney из-за одновременного выхода фильма. Через два месяца иск был урегулирован.

## Сюжет
1995 год. Суперсолдат Алексей Шостаков и «Чёрная вдова» Мелина Востокофф работают российскими агентами под прикрытием. Они выдают себя за семью в Огайо, дочери которой — Наташа Романофф и Елена Белова. Шостаков и Востокофф крадут разведданные Щ.И.Т.а и сбегают на Кубу. Глава «Красной комнаты» и генерал Дрейков отправляет Романофф и Белову на обучение по созданию женщин-убийц. Спустя пару десятков лет Романофф работает на Щ.И.Т. Во время выполнения задания в Будапеште она вместе с Клинтом Бартоном устраивает в офисе Дрейкова взрыв, в результате которого, по-видимому, погибают Дрейков и его дочь Антония.
2016 год. За нарушение Заковианского договора Романофф объявлена в розыск. Она скрывается в убежище в Норвегии у своего знакомого Рика Мейсона. Тем временем Белова убивает одну из Чёрных вдов и вдыхает Красную пыль, которая освобождает разум от контроля «Красной комнаты». Белова отправляет Романофф флаконы с антидотом ради попытки освободить остальных Чёрных вдов. На Романофф нападает Таскмастер, пытающийся украсть флаконы. Романофф удаётся скрыться. В Будапеште она встречает Белову. «Красная комната» до сих пор существует, а её главарь Дрейков жив. Вдовы и Таскмастер нападают на Романофф и Белову. Двое скрываются, а Мейсон предоставляет им вертолёт.
Романофф и Белова вызволяют Шостакова из тюрьмы в попытке узнать, где скрывается Дрейков. Тройца отправляется к Востокофф на ферму недалеко от Санкт-Петербурга. Востокофф докладывает Дрейкову, а его агенты забирают троицу. При помощи технологии маскировки Романофф и Востокофф меняются местами. В воздушной крепости «Красная комната» Востокофф спасает Шостакова и Белову. Дрейков разоблачает маскировку Романофф и объясняет, что Таскмастером была Антония. После взрыва в Будапеште она получила серьёзные ранения. Дрейков вживил в голову Антонии чип и превратил её в убийцу, способного копировать движения любого противника. Из-за феромонов Романофф не может навредить Дрейкову. Она нейтрализует действие, повредив в носу нерв, и нападает на Дрейкова. Шостаков сражается с Таскмастером, а Востокофф выводит из строя один из двигателей крепости.
Вдовы нападают на Романофф, пока Дрейков сбегает. Белова распыляет вдовам антидот. «Красная комната» начинает взрываться и рушиться. Романофф забирает два уцелевших флакона с противоядием и освобождает Таскмастера. Востокофф и Шостаков сбегают на самолете, а Белова уничтожает самолёт Дрейкова, убивая его. Романофф использует один флакон на Таскмастере, а другой отдаёт Беловой для освобождения остальных вдов. Белова, Востокофф и Шостаков прощаются с Романофф и уходят вместе с Антонией и освобождёнными вдовами. Проходит две недели. Мейсон предоставляет Романофф Квинджет, на котором она улетает.
В сцене после титров после смерти Романофф Валентина Аллегра де Фонтейн навещает Белову на могиле Романофф. Де Фонтейн даёт Беловой задание: убить Бартона, который, по словам Аллегры, виновен в смерти Романофф.

## В ролях

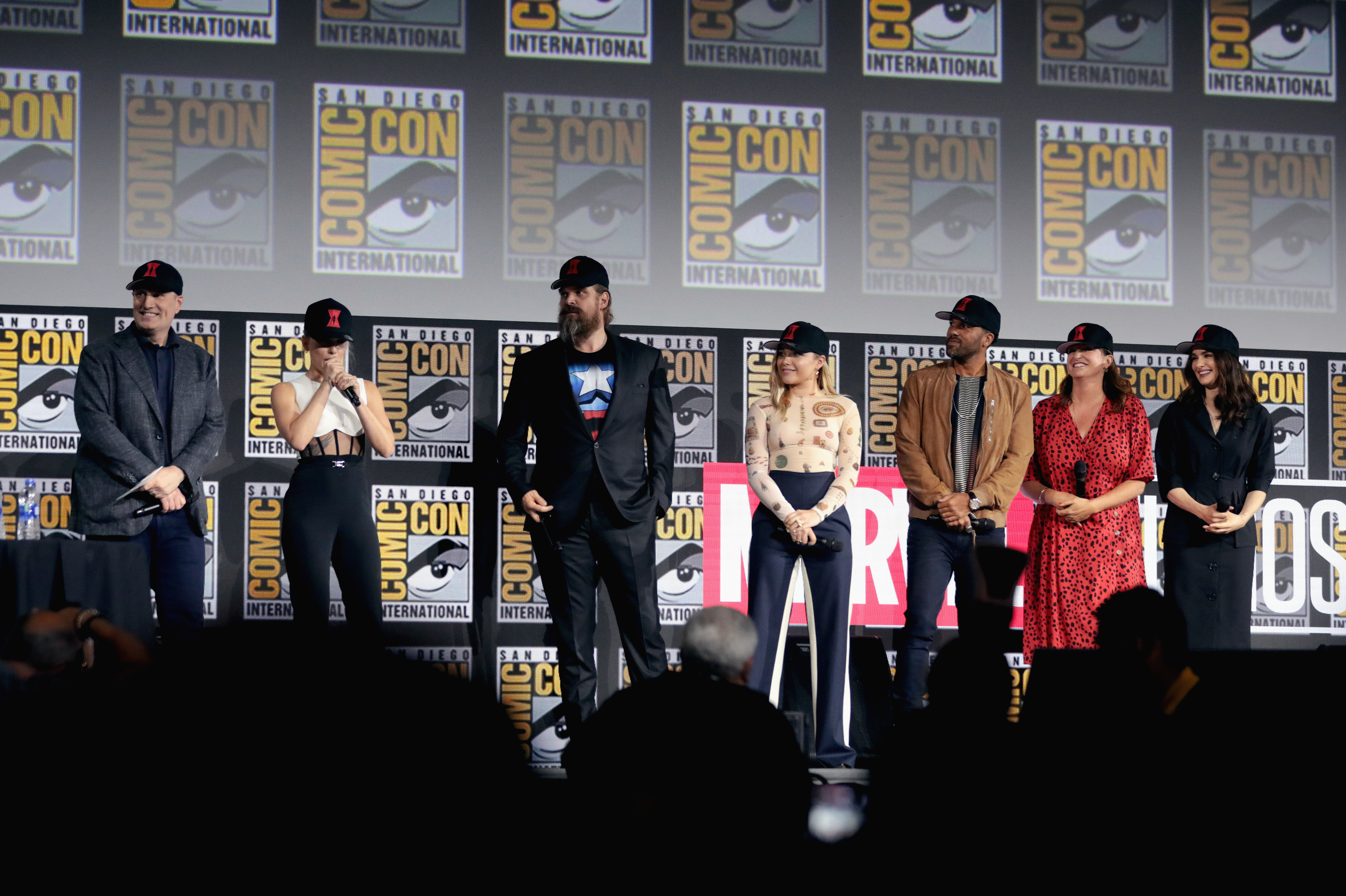
Кевин Файги, Кейт Шортланд и основной актёрский состав «Чёрной вдовы» на San Diego Comic-Con 2019

- Скарлетт Йоханссон — Наташа Романофф / Чёрная вдова.
Мститель, хорошо обученная бывшая наёмная убийца из КГБ и бывший агент «Щ.И.Т.»[8] Йоханссон сказала, что она «уходила на высокой ноте» и гордилась фильмом, чувствуя, что её работа по исполнению роли Романофф теперь завершена[9]. Йоханссон описала фильм как возможность показать героиню как «женщину, которая пришла в себя и делает самостоятельный и активный выбор для себя»[10], при этом находясь в «тёмном месте, где ей некому позвонить и некуда идти»[11], и чувствовала, что уязвимость персонажа отличает её от других Мстителей[12]. В рамках подготовки к фильму режиссёр Кейт Шортланд просмотрела все появления Романофф в КВМ и решила рассказать историю, в которой Романофф одна и не «связана с кем-либо другим»[13]. Шортланд сказала, что неоднозначное психологическое путешествие Романофф было центром этой истории[12]. Эвер Андерсон исполняет роль юной Наташи Романофф[14][15]. Андерсон, которая говорит по-русски[16], сочла, что её опыт в тхэквондо и гимнастике был полезен для этой роли[17].
- Флоренс Пью — Елена Белова / Чёрная вдова.
Наречённая сестра Романофф, которую тренировали в Красной комнате быть Чёрной вдовой[18][19][20]. Йоханссон сказала, что Белова была ранним включением в фильм[21], которая могла стоять на своём по сравнению с Романофф. Пью сказала, что между ними есть «разница поколений», и описала Белову как «непримиримую, уверенную в себе и любопытную… и эмоционально смелую»[22]. Пью восхищалась прямотой и решительностью Беловой[23] и отметила, что персонаж является опытным бойцом, но не умеет жить нормальной жизнью[24]:4. Шортланд сказала, что Романофф будет «передавать эстафету [Беловой]» в фильме[25], и во время съёмок Пью обращалась к Йоханссон за советом по удовлетворению требований создания фильмов Marvel[23]. Йоханссон хотела избежать динамики между двумя персонажами, и вместо этого у них были сестринские, но спорные отношения[21], которые Пью охарактеризовала как «сестринскую историю, которая действительно сосредоточена на горе, боли, жестоком обращении, на том, что они жертвы — и существовании с тем, что они жертвы»[9]. Вайолет Макгроу исполняет роль Елены Беловой в детстве[15][26].
- Дэвид Харбор — Алексей Шостаков / Красный Страж.
Русский суперсолдат, эквивалент Капитана Америки и отцовская фигура Романофф и Беловой[18][27]. Харбор сказал, что Шостаков не был ни героическим, ни благородным, и что у него одновременно были комические и трагические недостатки[28]. Шостаков утверждает, что он сражался с Капитаном Америкой в 1980-х годах, и сценарист Эрик Пирсон чувствовал, что персонаж верит в это, несмотря на то, что это невозможно[29]. Для игры Харбора он и Шортланд обсуждали выступления Рики Джервейса в «Офисе» и Филипа Сеймура Хоффмана в «Дикарях» (2007), «комедии, которая исходит из реальных бытовых нужд»[30]:62. Харбор уже отрастил волосы на лице для четвёртого сезона «Очень странных дел» и набрал 280 фунтов (127 кг) веса для роли. Он сбросил 60 фунтов (27 кг) в ходе съёмок, чтобы изобразить более молодую версию персонажа для вступительной сцены-флэшбэка фильма[31].
- О-Т Фагбенли[англ.] — Рик Мейсон.
Союзник из прошлого Романофф в «Щ.И.Т.е», который романтически заинтересован в ней[32][33][34]. Фагбенли описал Мейсона как «искателя людей, которые не совсем связаны с армией», и помогал Романофф в этом[35]. О том, почему фильм не раскрывает роман между Мейсоном и Романофф, Фагбенли сказал, что фильм описывает «больше, чем это», и вместо этого их отношения были частью большой семьи Романофф[36]. Предысторию Мейсона, помимо сценария Пирсона, разрабатывали Фагбенли вместе с Шортланд и Йоханссон. Поскольку личность Таскмастера держалась в секрете, многие люди предполагали, что им окажется Мейсон, и Фагбенли пришлось отрицать это даже перед своим личным тренером[37]. Финальная сцена фильма, в которой Мейсон предоставляет Романофф Квинджет, была добавлена в рамках пересъёмок в начале 2020 года после того, как тестовым зрителям понравилось видеть Романофф и Мейсона вместе[32].
- Ольга Куриленко — Антония Дрейкова / Таскмастер.
Дочь Дрейкова, которая выполняет задания для Красной комнаты[38]. Она обладает фотографическими рефлексами, которые позволяют ей имитировать стиль боя своих противников[24]:4[39], и использует приёмы других супергероев, таких как Железный человек, Капитан Америка, Зимний солдат, Человек-паук[40] и Чёрная пантера[41]. Для изображения различных навыков персонажа требовалось несколько дублёров актрисы[42]. Куриленко сказала, что большая часть боли Антонии носит внутренний характер, и описала её отношения с Дрейковым как насильственные, поскольку Дрейков использует её «как инструмент [и] заставляет её делать всё, что он хочет»[43]. Таскмастером в фильме оказывается Антония, а не её версия из комиксов Тони Мастерс, поскольку Мастерс — наёмник, который не вписывался в сюжет фильма, и Пирсону было более естественно связать Таскмастера с «неоконченным делом Наташи»[44]. Райан Кира Армстронг исполняет роль Антонии Дрейковой в детстве[45].
- Уильям Хёрт — Таддеус Росс: Госсекретарь и бывший генерал армии США. Это был последний фильм Хёрта перед его смертью от рака простаты 13 марта 2022 года[46].
- Рэй Уинстон — Дрейков.
Русский генерал и глава Красной комнаты[30]:62[47][48]:9. Пирсон чувствовал, что фильму нужен злодей, который мог бы незаметно вписаться в его временные рамки, чтобы избежать противоречия событиям фильма «Мстители: Война бесконечности» (2018). Он описал Дрейкова как труса, который «управляет куклами» из тени и которого не волнует причинение боли другим[44][49].
- Рэйчел Вайс — Мелина Востокофф / Чёрная вдова.
Опытная шпионка, тренировавшаяся в Красной комнате быть Чёрной вдовой, и материнская фигура Романофф и Беловой, которая теперь является одним из ведущих учёных Красной комнаты[24]:4[50][51]. По сравнению с версией Востокофф из комиксов, которая становится суперзлодеем Железной девой, Вайс чувствовала, что версия из фильма была более неоднозначной и многослойной, с невозмутимой личностью и отсутствием чувства юмора, что Вайс находила забавным[52]. Вайс получила сшитый на заказ костюм Чёрной вдовы для фильма, который она назвала «культовым» предметом одежды, который «несёт большие ожидания»[53]. Вайс переработала изображение Востокофф, чтобы быть более нежной по отношению к Шостакову, а не пренебрежительной[54].

Лиани Самуэль, Мишель Ли и Нанна Блонделл сыграли убийц из Красной комнаты: Лерато, Оксану и Ингрид соответственно. Джейд Су сыграла ещё одну Чёрную вдову, а позже повторила роль в фильме «Шан-Чи и легенда десяти колец», где было названо имя её персонажа — Хелен. Оливье Рихтерс исполнил роль заключённого Урсы, сидевшего в одной тюрьме с Шостаковым. Джулия Луи-Дрейфус появилась в роли Валентины Аллегры де Фонтейн в сцене после титров, повторив свою роль из телесериала «Сокол и Зимний солдат» (2021). Джереми Реннер озвучил Клинта Бартона в сцене-флэшбеке.

## Производство

### Разработка
То, что я пытался сделать, это использовать фон расколотой Советской Империи — беззаконный сумасшедший дом с 400-ми странными ядерными ракетными шахтами. Всё дело было в свободном ядерном оружии, и я чувствовал, что это было очень своевременно и очень круто. К сожалению, когда я заканчивал финальную версию сценария, вышло несколько фильмов о женщинах-мстительницах. Сначала были «Лара Крофт» и «Убить Билла», которые были единственными, которые сработали, но затем появились «Бладрейн», «Ультрафиолет» и «Эон Флакс». «Эон Флакс» не очень хорошо стартовал, а через три дня после премьеры студия сказала: «Мы не думаем, что сейчас время снимать этот фильм.»
В феврале 2004 года Lionsgate приобрела права на экранизацию комиксов про Чёрную вдову, а в апреле объявила Дэвида Хейтера сценаристом и режиссёром фильма, продюсером которого должен был быть Ави Арад из Marvel Comics. В июне 2006 года Lionsgate свернула работу над проектом, и права вернулись к Marvel Studios. Хейтер и Marvel пытались найти другого финансиста для разработки проекта, но Хейтер «ни разу не чувствовал себя уверенным в том, что они нашли место, которое было готово серьёзно отнестись к фильму и персонажу». Это «разбило сердце» Хейтеру, но он надеялся, что фильм «когда-нибудь» будет снят.
В январе 2009 года Marvel начала ранние переговоры с Эмили Блант о том, чтобы она сыграла Чёрную вдову в фильме «Железный человек 2» (2010), но она не смогла взять на себя эту роль из-за занятости в фильме «Путешествия Гулливера» (2010). В марте 2009 года Скарлетт Йоханссон подписала контракт на роль Наташи Романофф / Чёрной вдовы, который предписывал появление в нескольких фильмах. В сентябре 2010 года, продвигая выход «Железного человека 2» на домашних носителях, президент Marvel Studios Кевин Файги заявил, что переговоры с Йоханссон относительно самостоятельного фильма про Чёрную вдову уже состоялись, но сказал также и то, что в Marvel сейчас сосредоточены на «Мстителях» (2012). Йоханссон вновь исполнила свою роль в этом фильме, а также в фильмах «Первый мститель: Другая война» (2014), «Мстители: Эра Альтрона» (2015), «Первый мститель: Противостояние» (2016), «Мстители: Война бесконечности» (2018) и «Мстители: Финал» (2019). После премьеры «Эры Альтрона» Йоханссон сказала, что Marvel меняла число фильмов в её контракте в связи с положительным откликом зрителей на персонажа и её игру.
В феврале 2014 года Файги сказал, что после изучения прошлого Чёрной вдовы в «Эре Альтрона» он хотел бы увидеть её дальнейшее историю в сольном фильме, разработка которого уже была завершена, включая «довольно глубокую» концепцию от Николь Перлман, которая была одним из сценаристов «Стражей Галактики» (2014). В апреле следующего года Йоханссон выразила желание сняться в главной роли в фильме про Чёрную вдову и сказала, что это будет зависеть от спроса со стороны зрителей. В июле того же года Хейтер выразил заинтересованность в возрождении проекта для Marvel, а в следующем месяце режиссёр Нил Маршалл сказал, что он «с удовольствием снял бы фильм о Чёрной вдове», отметив, что персонаж «действительно интересен, [учитывая,] что у неё нет суперспособностей, лишь экстраординарные навыки, и мир, откуда она пришла, будучи бывшим убийцей из КГБ, я считаю невероятно завораживающим». В апреле 2015 года Йоханссон больше говорила о возможности сольного фильма о Чёрной вдове, видя потенциал для исследования различных слоёв персонажа, показанных в предыдущих её появлениях. Однако она чувствовала, что на тот момент Вдову «хорошо использовали в этой части вселенной». Во время продвижения «Противостояния» в апреле следующего года Файги отметил, что из-за объявленного графика фильмов любой потенциальный фильм о Чёрной вдове будет выпущен через четыре-пять лет. Он добавил, что Marvel «творчески и эмоционально» стремится в итоге сделать фильм о «Чёрной вдове».
Джосс Уидон, режиссёр фильмов «Мстители» и «Мстители: Эра Альтрона», заявил в июле 2016 года, что он готов снять фильм про Чёрную вдову, чувствуя, что он мог снять «шпионский триллер. Типа действительно сделать хороший, параноидальный фильм в стиле „Джона Ле Карре на крэке“». В октябре Йоханссон обсуждала потенциальный фильм в качестве приквела, говоря: «Можно вернуть её в Россию. Можно было бы изучить программу Вдовы. Есть множество вещей, которые можно использовать». Всё же она предупредила, что, возможно, не захочет «носить обтягивающий комбинезон» целую вечность. В феврале следующего года Йоханссон заявила, что посвятит себя созданию любого потенциального фильма о Чёрной вдове: «Это должна быть лучшая версия фильма, которая только может быть. Иначе я никогда на это не соглашусь… [Это] должен быть самостоятельный фильм с собственным стилем и собственной историей». Учитывая уже завершённую разработку и общественную поддержку фильма про Чёрную вдову, Marvel в конечном счёте решили, что лучшее время для продвижения проекта будет в начале «последней на данный момент фазы» КВМ в 2020 году.

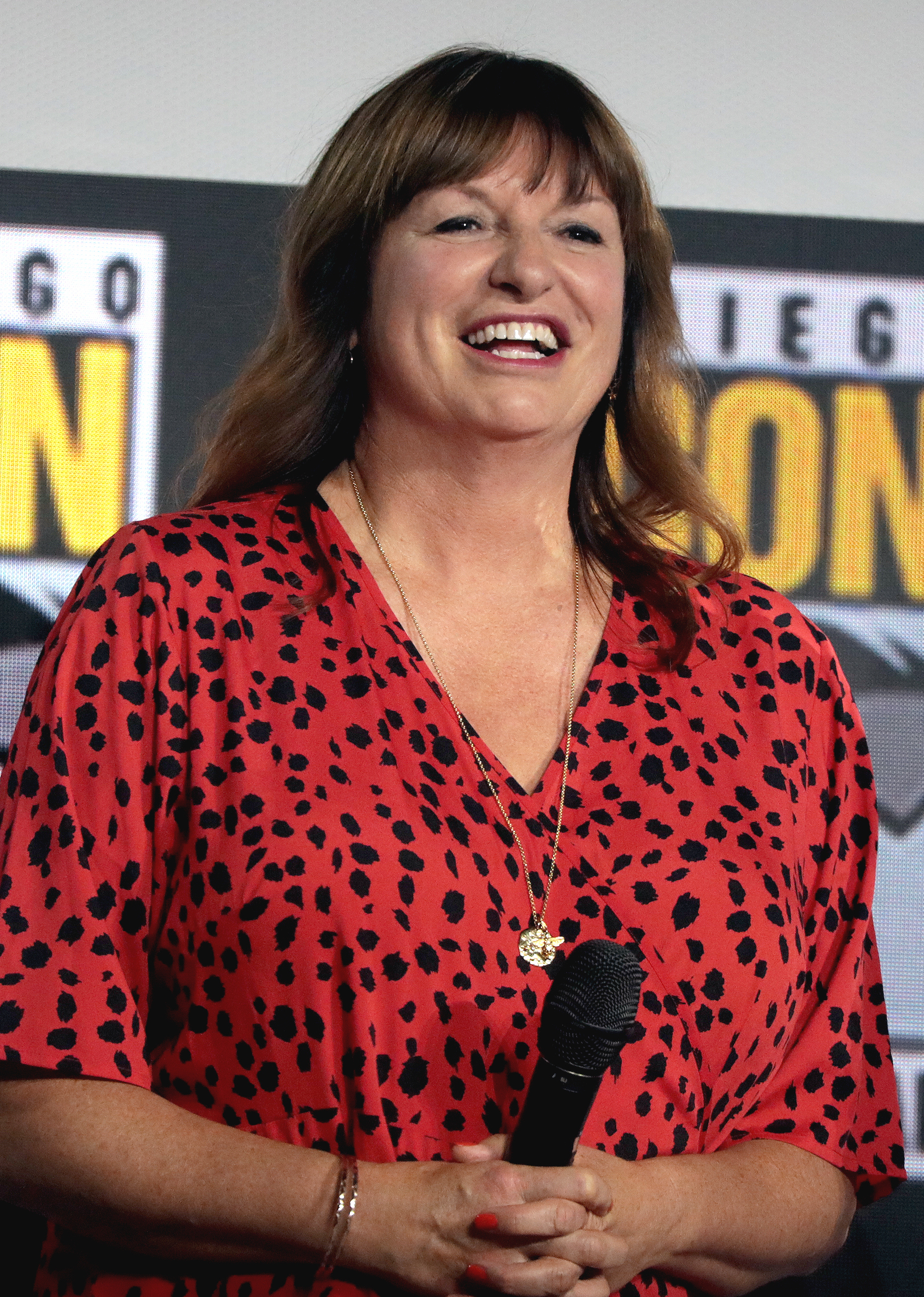
Режиссёр Кейт Шортланд на San Diego Comic-Con 2019

В октябре 2017 года Файги встретился с Йоханссон, чтобы определить направление сольного фильма, прежде чем студия Marvel начала проводить ряд встреч со сценаристами, включая Жак Шеффер. Поскольку движение #MeToo запустилось примерно в то же время, Йоханссон хотела, чтобы фильм «прокомментировал… невероятное движение женщин, поддерживающих других и проходящих через общие переживания травм…, двигаясь вперёд и помогая друг другу». В декабре Шеффер снова встретилась с Файги и была нанята для написания сценария к концу 2017 года. Шеффер и Йоханссон должны были обсудить направление фильма в начале февраля 2018 года. Marvel начала встречаться с постановщицами, которые потенциально могли бы взяться за проект, что было частью приоритетного толчка крупных киностудий по найму женщин-режиссёров для франшиз. К концу апреля студия встретилась с более чем 65 режиссёрами в «чрезвычайно тщательном поиске», в том числе с Дениз Гамзе Эргювен, Хлоей Чжао, которая стала режиссёром фильма Marvel «Вечные» (2021), Аммой Асанте и Линн Шелтон. Также обращались к Лукресии Мартель, но она была обескуражена, когда ей сказали, что ей не придётся «беспокоиться о боевых сценах». Она также чувствовала, что музыка и визуальные эффекты фильмов Marvel были «ужасными», и хотела изменить подход к ним. В последующие месяцы был составлен шорт-лист из 49 режиссёров, а затем в июне главные претенденты Кейт Шортланд, Асанте и Мэгги Беттс встретились с Файги и Йоханссон. Мелани Лоран и Кимберли Пирс также были в «предпоследнем миксе». Йоханнсон была фанатом предыдущего фильма Шотртланд «Эрудиция» (2012), также с женским актёрским составом, и именно она обратилась к Шортланд по поводу режиссуры фильма:1; в июле Шортланд была нанята. Йоханссон сказала, что «Чёрная вдова» стала «более реальной» во время съёмок «Войны бесконечности», и она уже знала о смерти персонажа в «Финале». Это определяло временные рамки событий «Чёрной вдовы» в КВМ. Йоханссон также посчитала, что для создания фильма «не было острой необходимости», и что создание его тогда, когда это было, а не годами ранее, позволило фильму рассказать «о реальных вещах».
The Hollywood Reporter сообщила в октябре 2018 года, что Йоханссон получит $15 миллионов за фильм, больше «низкой семизначной зарплаты», которую она заработала за свою игру в «Мстителях». Ровно столько же заработали Крис Эванс и Крис Хемсворт за появление в третьих фильмах своих франшиз в КВМ — в «Противостоянии» и «Рагнарёке», соответственно, а также в фильмах «Война бесконечности» и «Финал». Несмотря на то, что The Hollywood Reporter подтвердила эти суммы «несколькими осведомлёнными источниками», Marvel Studios оспорила точность цифр и заявила, что они «никогда публично не разглашают зарплату или условия сделки». В конце июля 2021 года компания Disney заявила, что Йоханссон заработала $20 млн за работу над фильмом. Актриса также выступила одним из исполнительных продюсеров фильма.

### Подготовка
В феврале 2019 года Нед Бенсон был нанят, чтобы переписать сценарий, и Файги подтвердил, что, несмотря на слухи, студия не хочет, чтобы фильм получил рейтинг R от Американской ассоциации кинокомпаний. В следующем месяце Флоренс Пью вошла в переговоры, чтобы присоединиться к актёрскому составу в роли шпионки, являющейся «моральной противоположностью» Романофф. Marvel рассматривала кандидатуру Пью на эту роль с конца 2018 года, но в начале 2019 года начала присматриваться к другим актрисам, включая Сиршу Ронан. Студия вернулась к Пью после того, как та получила хвалебные отзывы за её игру в фильме «Борьба с моей семьёй» (2019). В апреле 2019 года было подтверждено участие Пью, а также Дэвида Харбора, Рэйчел Вайс и О-Т Фагбенли. Шортланд сказала, что фильм не будет историей происхождения, несмотря на то, что является приквелом к «Войне бесконечности» и «Финалу», поскольку Файги чувствовал, что от приквела этого ждать и будут, и решил двигаться в «противоположном направлении». Файги сравнил фильм с телесериалом «Лучше звоните Солу», который является приквелом к сериалу «Во все тяжкие», потому что это был «замечательный пример приквела, который почти полностью стоит сам по себе… [но] он информирует вас о стольких вещах, о которых вы раньше не знали». Шортланд признала смерть Наташи в «Финале» и тот факт, что некоторые фанаты были расстроены отсутствием сцены последнего прощания, но заметила, что это персонаж закрытый от людей, поэтому она не хотела бы похорон. Сольник позволил концовке «быть горем, которое испытывали отдельные люди, а не большим публичным излиянием».
Эрик Пирсон указан как сценарист фильма, в то время как Шеффер и Бенсон указаны как авторы сюжета. Действие в основном разворачивается между основным сюжетом «Первого мстителя: Противостояния» и финальной сценой этого фильма, в которой Мстители сбегают из тюрьмы. Йоханссон и Файги чувствовали, что хронология действия после «Противостояния» была «лучшим местом для начала», потому что это первый раз, когда Романофф оказывается сама по себе и не связана с более крупной организацией. Версия сценария, написанная до того, как присоединился Пирсон, включала сцену из «Противостояния» между Наташей и Тони Старком / Железным человеком Роберта Дауни-мл.. Сначала сообщалось, что Дауни появится в фильме, но Шортланд и Файги решили не добавлять Старка или любых других героев, чтобы Романофф могла быть самостоятельной. Стало понятно, что такая сцена не добавит ничего нового. В этой истории Романофф противостоит Дрейкову, главе Красной комнаты, причём Йоханссон объяснила, что она убегает от травмы из своего прошлого, и только её сестра, Елена Белова, заставляет её «смириться с ним» и столкнуться лицом к лицу в фильме. Йоханссон добавила, что эти идеи имели отношение к реальной повестке в то время, и она благодарна за то, что фильм это затронул. Картина начинается со вступительных титров с воспоминаниями о Красной комнате и фотографиями Дрейкова — Файги пояснил, что Шортланд хотела рассказать историю о том, за что ответственен Дрейков. Сцена в конце фильма, в которой Таддеус Росс едет за Романофф, была намеренно оставлена повисшей, поскольку Шортланд хотела оставить аудиторию «на пике», заставляя задаться вопросом, как Наташа выпутается в этот раз, не истощяя её ещё одной дракой.

### Съёмки
Съёмочный период начался 28 мая 2019 года в Норвегии. Шортланд хотела, чтобы фильм имел «опасность в своём сердце» и был «действительно эмоциональным, но также продвигал сюжет». Она вдохновлялась такими фильмами, как «Как приручить дракона» (2010):63, «Старикам тут не место» (2007) и «Тельма и Луиза» (1991), а также фильмом «Первый мститель: Другая война». Ещё Шортланд смотрела боевые фильмы и фильмы с армиями и ополчениями, что позволило ей представить женщин в этих ролях, чтобы помочь перевести это в «Чёрную вдову». Она ссылалась на боевые сцены с участием женских персонажей в фильме «Чужой» (1979) и франшизе «Терминатор» и хотела, чтобы драки в фильме напоминали «настоящие драки», а не поединки по борьбе. Ранние сообщения предполагали, что оператором фильма будет Роб Харди, но он покинул производство ещё до начала съёмок. Вместо него оператором стал Габриэль Беристайн, работавший до этого оператором короткометражек Marvel One-Shots «Объект 47» и «Агент Картер», а также телесериала «Агент Картер»:3. Беристайн изначально не был указан в трейлерах фильма, как отметил Джефф Снайдер из Collider, который задавался вопросом, не были ли договорные препятствия виноваты в том, что Marvel не указала оператора в трейлере на тот момент. Снайдер предположил, что Беристайн будет указан в маркетинговых материалах, выпущенных незадолго до фильма; он был подтверждён в этой должности в пресс-релизе фильма:3.

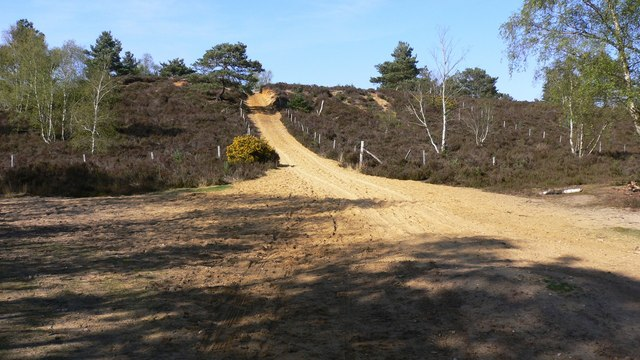
Хэнкли Коммон, Суррей, Англия, который для фильма был сделан похожим на российскую усадьбу

В начале июля производство переместилось на студию Pinewood Studios в Лондоне, а позже в том же месяце актёрский состав пополнил Рэй Уинстон. В середине июля съёмки проходили в Хэнкли Коммон в графстве Суррей, Англия, под рабочим названием «Blue Bayou». Место обустроили так, чтобы оно выглядело как российская усадьба, с местами крушения вертолётов и самолётов. Приходской совет Тёрсли возражал против съёмок, поскольку Marvel Studios на то время ещё не получила согласия на использование этого места. Команда планировала вернуться в Хэнкли Коммон в конце августа 2019 года для дальнейших съёмок. «Чёрная вдова» была официально анонсирована на San Diego Comic-Con в конце июля 2019 года, где была объявлена дата выхода фильма — 1 мая 2020 года. Вместе с этим были раскрыты роли некоторых новых членов актёрского состава. В августе бодибилдер Оливье Рихтерс объявил, что получил роль в фильме, и съёмочная группа провела сканирование и текстурированную фотосъёмку на нефтяной вышке Well-Safe Guardian в Северном море в качестве ориентира для визуальных эффектов.
Для создания сцены автомобильной погони с участием Романофф и Беловой в Будапеште были использованы 13 BMW X3, при этом съёмочная группа часто отключала функции электронного контроля устойчивости и обеспечения безопасности, чтобы соответствовать сценарию, а также заменяла электронный стояночный тормоз X3 на гидравлический. Режиссёр второй команды Даррин Прескотт объяснил, что группа часто «заменяла двигатель или отрывала весь кузов от автомобиля и восстанавливала его с нуля». Сюжет и локации сцены были подогнаны под то, чтобы помочь Прескотту создать спонтанные, оригинальные трюки, которые он хотел.
В конце сентября состоялась вечеринка по поводу завершения съёмок фильма, после чего 30 сентября производство на неделю переместилось в Мейкон, Джорджия, где снимали Олбани, Нью-Йорк, задействуя в том числе Терминал-Стейшн. Фотографии со съёмок в октябре показали, что Уильям Хёрт вновь исполнил роль Таддеуса Росса из фильмов КВМ. Съёмки также проходили в Атланте, Будапеште, Роме, Джорджия и Марокко. Съёмки продолжались в течение 87 дней:3 и официально завершились 6 октября 2019 года.

### Пост-продакшн
Мэттью Шмидт и Ли Фолсом Бойд выступили в качестве монтажёров фильма:3. Сцена с Романофф в нижнем бельё и футболке, которая понравилась Шортланд из-за того, «насколько сексуальна [Йоханссон], [когда] она контролирует ситуацию», была вырезана из фильма, потому что во время тестового просмотра зрители раскритиковали «мужской взгляд» сцены. В середине марта 2020 года Disney убрала фильм из графика выпуска из-за пандемии COVID-19. В начале апреля Disney объявила, что «Чёрная вдова» выйдет в прокат 6 ноября 2020 года, и остальные фильмы Четвёртой фазы были сдвинуты в соответствии с этим изменением. В сентябре 2020 года Disney снова перенесла релиз на 7 мая 2021 года, а затем в марте 2021 года в третий раз перенесла релиз на 9 июля 2021 года.
В апреле 2021 года, после появления Джулии Луи-Дрейфус в роли Валентины Аллегры де Фонтейн в телесериале Marvel Studios «Сокол и Зимний солдат» (2021), Джоанна Робинсон из Vanity Fair сообщила, что Луи-Дрейфус должна была впервые появиться в «Чёрной вдове», но из-за задержек в выходе фильма сериал выпустили раньше на Disney+. Файги позже подтвердил это, причём сцена после титров «Чёрной вдовы» первоначально предназначалась для знакомства с персонажем, но теперь выступает в качестве отсылки к её появлению в «Соколе и Зимнем солдате». Он сказал, что это было единственное изменение в планах Четвёртой фазы Marvel, которое было вызвано пандемией. В мае Шортланд сказала, что фильм был завершён годом ранее и не перемонтировался, несмотря на задержки. Выпуск фильма показал, что роль Антонии Дрейковой / Таскмастера в фильме исполняет Ольга Куриленко; не упоминавшаяся при маркетинге фильма.
Digital Domain выполнила около 320 визуальных эффектов для фильма, разделив работу между своими офисами в Лос-Анджелесе, Монреале и Ванкувере, и в первую очередь отвечала за финальную сцену битвы в Красной комнате, воздушной крепости, скрытой в облаках. Для её создания было использовано сочетание технических и визуальных спецэффектов. Актёров и каскадёров снимали в аэродинамической трубе на голубых экранах, удерживая в воздухе с помощью проводов и механических рычагов. Окружающая среда была полностью создана с помощью компьютерной графики. Дэйв Ходжинс, супервайзер визуальных эффектов Digital Domain, сказал: «Визуализация одного облака проста, но визуализация 100 облаков — вместе с десятками больших и малых обломков — это, по меньшей мере, очень сложно». Команда визуальных эффектов использовала рендеринг на графическом процессоре для создания основной массы обломков и мусора, что позволило им сделать больше за более короткий промежуток времени.

## Музыка
В январе 2020 года выяснилось, что музыку для фильма напишет французский композитор Александр Деспла. В конце постпродакшена фильма его заменил шотландский композитор Лорн Балф, что сам Деспла подтвердил в мае 2020 года. Музыка Балфа была выпущена в цифровом виде под лейблами компаний Marvel Music и Hollywood Records 9 июля 2021 года.

## Маркетинг
Фильм был официально объявлен на San Diego Comic-Con 2019, где Файги, Шортланд и члены актёрского состава продвигали его и представили видеоматериал с первых 30 дней съёмок. Некоторые из этих кадров были включены в тизер-трейлер фильма, выпущенный в декабре, при этом некоторые обозреватели отметили его тон шпионского триллера, и что фанаты оценивают его как «долгожданный» и «самый ожидаемый». Рэйчел Лейшман из The Mary Sue описала просмотр первого трейлера «Чёрной вдовы» как «удивительно эмоциональный» и чувствовала, что время действия между «Противостоянием» и «Войной бесконечности» позволит персонажу вырасти в свою более зрелую форму из последнего фильма; в ранних фильмах КВМ она исполняла вспомогательную роль в команде мужчин-Мстителей. Скотт Мендельсон из Forbes сравнил сюжет и тон трейлера с фильмами «Взрывная блондинка», «Красный воробей» и «Анна», но чувствовал, что участие знакомого персонажа в главной роли даст «Чёрной вдове» коммерческое преимущество перед этими фильмами. Мендельсон думал, что этот аспект может перевесить акцент тизера на «семейной мелодраме» над супергероикой, сравнив это с фильмом Marvel «Тор» (2011). Ричард Ньюби из The Hollywood Reporter подчеркнул, что он обнаружил заметные различия между композицией кадров и операторской работой Шортланд в трейлере, если их сравнивать со стилями режиссёров Джона Фавро, Джосса Уидона и братьев Руссо, каждый из которых помог сформировать образ Чёрной вдовы в прошлых фильмах. Финальный трейлер перед оригинальной датой выхода фильма в мае 2020 года появился в сети 9 марта 2020 года. Николь Карпентер из Polygon сказала, что это был самый глубокий взгляд на фильм, а Джош Уайсс из SyFy Wire наслаждался более спокойными моментами в дополнение к ожидаемым боевым сценам. Мендельсон счёл трейлер улучшением по сравнению с тизером, объяснив это темой «найденные семьи (Мстители), вынужденные семьи ([другие персонажи „Чёрной вдовы“ в трейлере]) и настоящая семья (Пью, Харбор и Вайс)».
Президент Disney по маркетингу Асад Аяз сказал, что после того, как «Чёрная вдова» была отложена с первоначальной даты выхода в мае 2020 года, маркетинговая команда приостановила свою кампанию по фильму. Как только они начали работать с новой датой выхода в 2021 году, они смогли использовать внешний вид персонажей и сюжетные моменты, которые не раскрыли в первоначальной кампании, для создания нового подхода к фильму. Аяз объяснил, что они не хотели, чтобы создавалось впечатление,будто они вернулись к той же маркетинговой кампании, которая была сосредоточена на символе Чёрной вдовы и её чёрном костюме. Маркетинговая команда отличила новую кампанию, включив в этот раз белый костюм персонажа из фильма и сосредоточив внимание на её наследии как Мстителя. В кампании приняли участие 30 брендов, в том числе GEICO, Ziploc, BMW и Synchrony Bank. Дополнительные пользовательские партнёрские отношения были заключены с Fandango, YouTube, Roku, TikTok, Amazon, спонсорством игр Twitter E3, а также объявлениями, плакатами и коллекционными товарами для различных премиальных кинотеатров, таких как IMAX.
В сентябре 2020 года «Барби» выпустила две куклы Чёрной вдовы в чёрном и белом костюмах, которые носила Романофф в фильме. Marvel выпустила ещё один трейлер фильма 3 апреля 2021 года. Остин Гослин из Polygon посчитал, что это был новый «финальный» трейлер в преддверии новой даты выхода в июле 2021 года. Он сказал, что в нём было всего несколько новых сцен, но он предоставил пока что лучший взгляд на Таскмастера. Гослин отметил русскую версию музыкальной темы из «Мстителей», которую использовали в конце трейлера. Жермен Люссье из io9 также подчеркнул использование темы «Мстителей», чувствуя, что музыка в сочетании с кадрами из предыдущих фильмов КВМ, а также флешбэками Наташи и её семьи, сделали трейлер «гораздо более эпичным», чем предыдущий финальный трейлер. Люссье сказал, что это был «трейлер, который заставляет вас радоваться возвращению» фильмов КВМ. Итан Эндертон из /Film сказал, что «эпический» бой с Таскмастером в свободном падении, показанный в трейлере, «выглядит как сцена, не похожая ни на одну другую» в КВМ. Трейлер получил более 70 миллионов просмотров за первые 24 часа. 5 июля 2021 года на ESPN+ состоялась премьера получасового документального фильма «Moneymaker: Behind the Black Widow», посвящённого каскадёру Йоханссон Хайди Манимейкер, премьера которого состоялась в рамках сериала «E60». Специальный выпуск был снят режиссёром Мартином Ходабахшяном, а рассказчиком выступила сама Йоханссон. Последующая восьмиминутная версия специального выпуска вышла в эфир в программе «Outside the Lines» на ESPN 10 июля. Эпизод сериала «Marvel Studios: Легенды», в котором с помощью кадров предыдущих появлений персонажа в КВМ исследуется Чёрная вдова, был выпущен 7 июля 2021 года.

## Прокат

### Релиз в кинотеатрах и на Disney+
Премьера «Чёрной вдовы» состоялась 29 июня 2021 года на различных фанатских мероприятиях на красной дорожке в Лондоне, Лос-Анджелесе, Мельбурне и Нью-Йорке. Фильм был показан на кинофестивале в Таормине 3 июля и был выпущен в США 9 июля одновременно в кинотеатрах и на Disney+ за дополнительную плату в $30. Премьера также состоялась на 46 территориях в течение первого уикэнда. В США фильм открылся в 4100 кинотеатрах, из них 375 в IMAX, более 800 в большом формате премиум-класса, 1500 в 3D и 275 в специализированных кинотеатрах D-Box, 4DX и ScreenX. На IMAX-показах примерно 22 минуты фильма появились в расширенном соотношении сторон IMAX. «Чёрная вдова» — первый фильм в Четвёртой фазе КВМ. Даты выхода фильма в Китае, Тайване, Индии, некоторых частях Австралии и на других рынках Юго-Восточной Азии и Латинской Америки не были установлены к премьерному уикэнду фильма, и к середине сентября 2021 года не ожидалось, что фильм будет выпущен в кинотеатрах Китая.
Первоначально фильм должен был выйти в прокат 1 мая 2020 года. В начале марта 2020 года, после того как пандемия COVID-19 вызвала закрытие кинотеатров во многих странах, дата выхода фильма «Не время умирать» была перенесена с апреля 2020 года на ноябрь 2020 года. Обозреватели начали рассуждать о возможности переноса и других крупных фильмов, таких как «Чёрная вдова». Deadline Hollywood сообщил о слухах в индустрии кинопроката, предполагающих, что «Чёрная вдова» будет выпущена в ноябре вместо фильма Marvel «Вечные», который отложат до 2021 года, но в Disney тогда подтвердили, что они всё ещё намерены выпустить «Чёрную вдову» в мае 2020 года. После того как неделю спустя был выпущен финальный трейлер фильма, Скотт Мендельсон из «Forbes» подчеркнул, что существование трейлера и использование даты выхода в мае 2020 года подтвердили, что выпуск фильма не откладывается. Он сказал, что это был «логичный выбор на данном этапе», чувствуя, что это была идеальная дата выхода фильма, и что не было никаких доказательств того, что пандемия повлияет на его выступление в США. Через неделю после этого кинотеатры по всей территории США были закрыты из-за распространяющейся пандемии, причём ЦКЗ обескураживали собрания из более 50 человек; Disney убрали фильм с майской даты выхода. Адам Б. Вэри и Мэтт Доннелли из «Variety» задавались вопросом, может ли задержка повлиять на КВМ больше, чем на другие франшизы из-за взаимосвязанного характера серии, хотя источник Marvel Studios сказал им, что изменение даты выхода фильма не повлияет на временную линию КВМ. Пара предположила, что это было связано с тем, что фильм был приквелом, действие которого во временной линии происходит раньше по сравнению с другими фильмами Четвёртой фазы. В апреле Disney изменила весь свой график выхода Четвёртой фазы из-за пандемии, дав дату выхода «Вечных» 6 ноября 2020 года «Чёрной вдове» и перенеся все остальные фильмы Четвёртой фазы на более поздние даты.
Энтони Д’Алессандро из Deadline Hollywood сообщил в сентябре 2020 года, что Disney рассматривает возможность повторного переноса «Чёрной вдовы», и «Variety» также сообщила об этом и приписала это низким кассовым сборам фильма Disney «Мулан» в Китае и фильма Warner Bros. «Довод» в Северной Америке. Позже в том же месяце Disney отодвинула релиз на 7 мая 2021 года, в результате перенеся релиз фильмов «Вечные» и «Шан-Чи и легенда десяти колец» (2021). В январе 2021 года Файги сказал, что он всё ещё ожидает дебюта «Чёрной вдовы» в кинотеатрах, но «Variety» сообщила, что Disney рассматривает возможность выпуска фильма на своём стриминговом сервисе Disney+. Существовала также возможность снова отложить выпуск фильма, если последствия пандемии COVID-19 не улучшатся до запланированного выхода в мае 2021 года, или выпустить фильм одновременно в кинотеатрах и на Disney+ через Premier Access, как это было сделано с фильмом Disney «Райя и последний дракон» (2021). «Variety» считала, что «Чёрной вдове» будет «непреодолимо сложнее» стать прибыльной, если у неё не будет традиционного театрального релиза. В начале февраля гендиректор Disney Боб Чапек подтвердил, что «Чёрная вдова» должна была быть выпущена исключительно в кинотеатрах, но Disney знала о возобновлении работы кинотеатров, особенно в крупных городах, таких как Нью-Йорк и Лос-Анджелес, а также о желании потребителей вернуться в кинотеатры. По данным «Variety», Файги был против гибридного выпуска фильмов. Если релиз фильма снова был бы отложен, индустрия кинопроката полагала, что Disney перенесёт его на 9 июля 2021 года, что в то время была датой выхода фильма «Шан-Чи и легенда десяти колец». В следующем месяце Чапек вновь сказал, что Disney планирует выпустить «Чёрную вдову» в кинотеатрах 7 мая, в то время как Deadline Hollywood снова отметила, что отсрочка выхода фильма, одновременный его выпуск на Disney+ или выпуск в кинотеатрах на короткое время, прежде чем сделать его доступным на Disney+, всё ещё были возможны. Вскоре Чапек заявил, что Disney остаётся гибкой в оценке потребительского поведения, и они примут окончательное решение о выпуске фильма «в последнюю минуту».
В конце марта Disney перенесла дату выхода фильма на 9 июля 2021 года и объявила, что он выйдет одновременно на Disney+ через Premier Access. В результате «Шан-Чи и легенда десяти колец» также был перенесён. Карим Дэниел, председатель Disney Media and Entertainment Distribution, сказал, что одновременный выпуск дал фанатам возможность посмотреть фильм, одновременно обслуживая «меняющиеся предпочтения зрителей». Хаим Гартенберг из The Verge высказал мнение, что Disney должна была двигаться вперёд с одновременным выпуском фильма, потому что они не могли себе позволить откладывать телесериалы Четвёртой фазы Marvel. Он объяснил, что эти сериалы были одними из немногих «громких, обязательных к просмотру шоу» на Disney+, и как только они начали выпускаться с «Ванда/Вижном» в январе 2021 года, оставалось мало времени для переноса фильмов, прежде чем взаимосвязанная природа повествования Marvel начнёт вызывать проблемы. Например, сериал «Соколиный глаз» должен был выйти позже в 2021 году и содержать спойлеры для «Чёрной вдовы», поэтому фильм нужно было выпустить до сериала. Гартенберг описал Disney и Marvel как жертв их собственного успеха, но чувствовал, что потенциальная потеря дохода от одновременного выпуска может привести к долгосрочным позитивным последствиям, как например к тому, что фанаты, которые в противном случае не посмотрели бы сериалы Marvel к этому моменту, потенциально обнаружат их при подписке на Disney+, чтобы посмотреть «Чёрную вдову».

#### Судебный иск
В июле 2021 года Йоханссон подала иск к компании Walt Disney в Верховный суд Лос-Анджелеса, утверждая, что одновременный выпуск фильма на Disney+ нарушил условие её контракта о том, что фильм получит традиционный прокат в кинотеатрах. В иске говорилось, что одновременный релиз освободил Disney от выплаты «очень больших бонусов от кассовых сборов», на которые, как сообщается, имела бы право Йоханссон. Согласно «The Wall Street Journal», Йоханссон была обеспокоена возможностью выхода фильма на Disney+ ещё до выхода «Мстителей: Финал». Крис Ли из Vulture высказал мнение, что отсутствие каких-либо запланированных появлений в будущих проектах КВМ побудило Йоханссон подать иск. Disney опубликовала заявление, в котором говорится, что иск не является обоснованным, назвав его «бездушным пренебрежением к ужасающим и длительным глобальным последствиям пандемии COVID-19». Кроме того, компания заявила, что они полностью выполнили контракт Йоханссон и что выпуск фильма на Disney+ «значительно расширил возможности [Йоханссон] получить дополнительную компенсацию в дополнение к $20 миллионам, которые она получила на сегодняшний день».
Брайан Лурд, агент Йоханссон и сопредседатель «Creative Artists Agency» (CAA), выступил с заявлением, в котором утверждал, что Disney «бесстыдно и ложно обвинила мисс Йоханссон в том, что она нечувствительна к глобальной пандемии коронавируса», и обвиняя компанию в том, что она «лишает художественных и финансовых партнёров» их прибыли от стриминг-сервиса, причём CAA критикует раскрытие компанией Disney доходов Йоханссон в размере $20 миллионов как попытку «использовать её успех как артистки и бизнес-леди». Правозащитные организации Women in Film, ReFrame и Time’s Up также опубликовали совместное заявление с критикой реакции Disney, назвав это «атакой гендерного характера» и заявив, что они «решительно выступают против недавнего заявления Disney, в котором делается попытка охарактеризовать Йоханссон как бесчувственную или эгоистичную для защиты её договорных деловых прав». TheWrap сообщил, что Йоханссон была шокирована тоном ответа Disney, в то время как председатель Disney и бывший генеральный директор Боб Айгер, как утверждается, был оскорблён судебным иском. Файги, как сообщается, был возмущён и смущён тем, как Disney справляется с ситуацией, и хотел, чтобы компания исправила ситуацию с Йоханссон. Президент SAG-AFTRA Габриэль Картерис также раскритиковала ответ Disney, высказав мнение, что им «должно быть стыдно за то, что они прибегают к таким устаревшим тактикам, как гендерное пристыживание и издевательства». В ответ на эти критические замечания адвокат Disney Дэниел Петрочелли назвал судебный процесс «хорошо организованной кампанией по связям с общественностью для достижения результата, которого невозможно достичь в судебном процессе».
Эрик Гарднер из «The Hollywood Reporter» полагал, что дело Йоханссон имеет «слабый потенциал», поскольку споры такого рода обычно рассматриваются в арбитраже, и что она была вынуждена предъявить иск о вмешательстве, а не о стандартном нарушении контракта из-за пункта в её контракте. Гарднер добавил, что жалоба Йоханссон на то, что Disney не подождал несколько месяцев, пока рынок не оправится от последствий пандемии, была опровергнута тем фактом, что Disney уже отложила выпуск фильма на год, поскольку Disney не хотела бы долго ждать после выхода «Мстителей: Финал», чтобы выпустить «Чёрную вдову», когда КВМ уже двигалась дальше. Это было особенно верно, поскольку фильм знакомит с важными новыми персонажами франшизы, такими как Елена Белова. Мэтт Мюллер из Screen Daily сказал BBC News, что, по его мнению, дело будет урегулировано между Disney и Йоханссон до того, как оно дойдёт до суда, и выразил удивление тем, что Disney позволила себе дойти до этой стадии, учитывая, что Warner Bros. заключила соглашения с актёрами об одновременных выпусках в кинотеатрах и на HBO Max для таких фильмов, как «Космический джем: Новое поколение» (2021). Мюллер полагал, что это дело побудит другие студии со стриминговыми платформами подумать о том, какие «договорные шаги» им понадобятся, чтобы предотвратить дальнейшие судебные иски, подобные этому. «Variety» сообщила в июле 2021 года, что это дело побудило других актёров Disney рассмотреть аналогичные юридические проблемы.
В августе Disney подала ходатайство о передаче иска в арбитраж, сославшись на то, что «Чёрная вдова» превзошла другие фильмы КВМ в свой первый уикэнд с «впечатляющим показом эпохи пандемии». Адвокат Йоханссон Джон Берлински раскритиковал этот шаг как попытку Disney «скрыть свои неправомерные действия в конфиденциальном арбитраже», назвав их предыдущие ответы женоненавистническими. Иск был урегулирован в следующем месяце на нераскрытых условиях, хотя Deadline Hollywood сообщил, что Йоханссон получит более $40 миллионов от Disney. Соглашение было достигнуто после того, как Disney решила выпустить только театральные релизы для последующих фильмов 2021 года после кассового успеха фильмов «Шан-Чи и легенда десяти колец» и «Главный герой» (2021), которые также получили эксклюзивные театральные окна при первоначальном выпуске.

### Выход на носителях
«Чёрная вдова» была выпущена в США на цифровых носителях 10 августа 2021 года компанией «Walt Disney Studios Home Entertainment»; релиз фильма на Ultra HD Blu-ray, Blu-ray и на DVD состоялся 14 сентября. Картина стала доступна для всех подписчиков Disney+ 6 октября.

## Реакция

### Кассовые сборы
По данным на 12 октября 2021 года, фильм «Чёрная вдова» заработал $183,6 миллиона в США и Канаде и $195,7 миллионов в других странах; во всём мире — $379,4 миллионов. Это седьмой самый кассовый фильм 2021 года. В первый уикэнд фильм заработал $226,2 миллионов по всему миру, что включало $80,4 миллионов внутренних кассовых сборов, $78,8 миллионов международных кассовых сборов и $67 миллионов глобального дохода на Disney+. Общий объём продаж в первые выходные был в пределах или превышал различные предварительные прогнозы. В июне 2021 года Fandango сообщил, что у фильма было больше всего предварительных продаж билетов в 2021 году, и он превзошёл другие фильмы КВМ, такие как «Доктор Стрэндж» (2016) и «Человек-паук: Возвращение домой» (2017).
В первый день домашнего проката фильм заработал $39,5 миллиона, в том числе $13,2 миллионов с вечерних показов в четверг, что сделало «Вдову» рекордсменом по сборам в премьерный день с начала пандемии COVID-19. Его общий валовой доход за выходные составил $80,4 миллионов, что сделало его лучшим фильмом уикэнда. Это был крупнейший дебют кассовых сборов с начала пандемии COVID-19, превзойдя дебют фильма «Форсаж 9» ($70 миллионов), и самый крупный уикэнд со времён фильма «Звёздные войны: Скайуокер. Восход» (2019). Внутренние сборы были в пределах некоторых предварительных прогнозов для фильма, хотя учитывались в соответствии с тем, что, по мнению некоторых отраслевых прогнозов, сделанных во время уикэнда, фильм мог бы заработать после изучения его сборов с премьеры и предварительного просмотра; Deadline Hollywood частично объяснил это доступностью фильма на Disney+. Когда кассовые сборы в размере $80,4 миллионов были объединены с внутренним доходом от Disney+ в размере $55 миллионов, что составило более $135,4 миллионов за первый уикэнд, Disney отметила, что «Чёрная вдова» была единственным фильмом, который превысил $100 миллионов, потраченных отечественными потребителями на открытие уикэнда с начала пандемии, и ознаменовав третий по величине дебют за всю историю фильмов КВМ о происхождении, обойдя «Чёрную пантеру» ($202 миллиона) и «Капитана Марвел» ($153,4 миллиона). После своего первого уик-энда «Чёрная вдова» опубликовала самые большие внепраздничные сборы в понедельник ($7,16 миллионов) и вторник ($7,6 миллионов) во время пандемии. Фильм собрал $100 миллионов в домашнем прокате через шесть дней после выхода, что делает его самым быстрым в пандемии.
Во второй уикэнд фильм собрал $25,8 миллионов, заняв второе место после второго «Космического джема». Его падение на 67 % ознаменовало самое большое снижение за вторую неделю для фильма КВМ, пропустив фильм «Человек-муравей и Оса» (62 %). Аналитики кассовых сборов объяснили снижение второй недели «Чёрной вдовы» выпуском на Disney+, а также широко распространёнными сообщениями о пиратстве фильма в Интернете. В свой третий уикэнд фильм заработал ещё $11,6 миллионов и стал самым быстрым фильмом, набравшим $150 миллионов в общем объёме внутренних кассовых сборов во время пандемии. «Чёрная вдова» в настоящее время является вторым самым кассовым фильмом 2021 года в США.
За пределами Северной Америки «Чёрная вдова» заработала $78,8 миллионов в первые выходные на 46 рынках. Это был фильм номер один почти на всех этих рынках, включая рынки Азиатско-Тихоокеанского региона, где он открылся, за исключением Японии, где он был третьим, и всех рынков в регионе Латинской Америки. «Чёрная вдова» стала лучшим дебют в выходные во время пандемии на 15 европейских рынках. На IMAX пришлось $4,8 миллиона сборов в выходные дни из 59 стран, 11 из которых установили рекорды дебюта в выходных для пандемии. В Корее день открытия фильма был вторым лучшим днём 2021 года, заработав $3,3 миллиона, а в Гонконге был лучший дебют во время пандемии, собрав $3,2 миллиона. У фильма был самый большой день открытия во время пандемии в Австрии, Чехии, Катаре и Словакии, в то время как в Саудовской Аравии у фильма был самый высокий день открытия для выпуска Disney за всю историю. Это был фильм номер один в день открытия на многих других рынках. По состоянию на 11 июля 2021 года ведущими рынками были Корея ($12,7 миллионов), Великобритания ($9,7 миллионов) и Франция ($6,9 миллионов).

### Зрительская аудитория
Благодаря Disney+ Premier Access, «Чёрная вдова» заработала $67 миллионов по всему миру в первые выходные; это был первый фильм, за который Disney показала доход от Premier Access, при этом выручка сильно склонилась в сторону США с $55 миллионами. Приложение для отслеживания просмотров, Samba TV, которое измеряет, по крайней мере, пятиминутную аудиторию на смарт-телевизорах в более чем 3 миллионах домохозяйств США, сообщило, что 1,1 миллиона домохозяйств посмотрели фильм в первые выходные. Deadline Hollywood отметил, что эта аудитория принесла Disney около $33 миллионов дохода, учитывая цену доступа Premier в размере $29,99 США, что соответствует объявленному мировому доходу. На сайте также указано, что Disney получал около 85 % доходов Disney+ Premier, делясь остальной частью с поставщиками платформ, такими как Amazon Firestick и Apple TV+.
В следующие выходные Deadline сообщил, что «Чёрная вдова» стала самым скачиваемым фильмом с помощью пиратства за последнюю неделю. Samba TV позже обновила аудиторию Disney+ Premier Access, сообщив, что фильм транслировался более 2 миллионов раз в США за первые 10 дней выпуска, что привело к общему внутреннему доходу Disney+ в размере около $60 миллионов. Samba TV также сообщила об обновлениях 10-дневной аудитории в Великобритании (258 000), Германии (116 000) и Австралии (47 000). По состоянию на 15 августа 2021 года «Чёрная вдова» заработала $125 миллионов за счёт стриминга и цифровых загрузок.

### Реакция критиков
На сайте Rotten Tomatoes фильм имеет рейтинг 79 % со средней оценкой 6,9/10 на основе 433 отзывов. Консенсус критиков гласит: «Более глубокие темы „Чёрной вдовы“ утоплены в экшене, но фильм остаётся исключительно интересным самостоятельным приключением, которое дополняется звёздным актёрским составом». На Metacritic средневзвешенная оценка фильма составляет 67 из 100 на основе 57 отзывов, что указывает на «преимущественно положительные отзывы».
Оуэн Гляйберман из «Variety» изначально опасался, что «Чёрная вдова» два часа будет показывать Йоханссон как «крутого бойца в гладкой коже с несколькими фирменными движениями складного ножа», но вместо этого обнаружил, что фильм «намного интереснее и увлекательнее» и «в нём достаточно кинетического боя, чтобы дать основной аудитории ощущение, что ваши деньги стоят того, но, судя по вступительным титрам, большая его часть имеет жёсткий, преднамеренный, без запаха тон, который поразительно — и намеренно — приземлённый для супергеройского фэнтези». Брайан Таллерико из RogerEbert.com высоко оценил выступление Пью как «нахождение правильных оттенков силы и уязвимости» и как «наиболее ценный игрок фильма».
В статье для «The Hollywood Reporter» Дэвид Руни назвал «Чёрную вдову» «высокооктановым шпионским триллером», который «[отклоняется] от супергеройского шаблона». Руни добавил, что фильм был «звёздным транспортным средством» для Йоханссон, и похвалил актёров второго плана. Джошуа Ривера из Polygon написал: «У „Чёрной вдовы“ есть фокус, который освежает КВМ, позволяя ему чувствовать стиль и веселье, которые по-настоящему приятны, как только вы преодолеете странность непрерывности фильма в КВМ», хотя он сказал, что фильм кажется «пустым» после смерти Романофф в фильме «Мстители: Финал», написав, что фильм чувствовался как «извинение». Эрик Кон из IndieWire поставил фильму оценку «B», написав: «Подобно приветливой лёгкости фильма „Человек-паук: Возвращение домой“, сага о Наташе и Елене не пытается вмешиваться в судьбу известной вселенной, чтобы сделать её работу стоящей. Относительно низкие ставки помогают подчеркнуть их мрачную динамику, по крайней мере, всякий раз, когда рукопашный бой не наступает первым. К счастью, фильм работает на этом фронте, особенно во время драки между Чёрной вдовой и роботизированным убийцей, известным как Таскмастер, который повторяет каждое её движение. Если это последний раз, когда мы видим, как Йоханссон вершит правосудие над своими нападающими с гимнастической скоростью, это подходящее прощание».
Пит Хаммонд из Deadline Hollywood написал, что Йоханссон «выходит со всеми орудиями наперевес, поскольку этот первый фильм в 4-й фазе КВМ ни на йоту не скупится на экшен», причём фильм, «что более важно, фокусируется на человеке за щитом супергероя». Хаммонд почувствовал, что вступительная сцена, раскрывающая, что семья Романофф на самом деле русские шпионы, напоминает «Американцев», в то время как он похвалил химию между Йоханссон и Пью, «с неловкой застенчивостью Наташи, противопоставленной живой и циничной Елене». О выступлениях Хэммонд сказал: «Йоханссон снова великолепно присутствует в роли, демонстрируя экспертные действия и актёрские способности во всём, в то время как Пью явно готова возглавить свою собственную франшизу после этого дебюта в КВМ. Вайс просто такая хорошая актриса, что она может даже сделать больше из более нелепых диалогов, и Харбор, татуированный по самую рукоять, явно испытывает взрыв, переигрывая каждый момент персонажа, предназначенного думать только о себе». Хаммонд также сказал: «Присутствие Уинстона в этой картине поднимает её на несколько ступеней, и он восхитительно забавен и пугающе аутентичен в роли злодея этого фильма».
Кэрин Джеймс из BBC Culture дала фильму четыре звезды из пяти, высказав мнение, что фильм был «пока что наименее похожим на фильм про Мстителей в [КВМ]», и что «после всего этого времени изменение формулы — это хорошо». Джеймс, как и Хаммонд, отметила, что вступительная часть фильма напоминает «Американцев», в то время как она похвалила выступление Пью, назвав Белову «самым ярким человеком в фильме, более живым, чем большинство персонажей боевика». Джеймс, однако, также отметила презентацию фильмом «идеальной метафоры для России против Запада», где «русские разработали синтетическую формулу, которая может подавлять свободу воли», и что «ничего глубокого или тяжёлого в том, как фильм трактует эту идею». Джеймс также чувствовала, что Романофф была «наименее интересным персонажем» среди её семьи, будучи «странно подходящим для фильма про хитрую семью, разворачивающегося вокруг неё», и чувствовала, что в фильме была «типичная концовка „Мстителей“» с «перегруженной, слишком длинной боевой сценой, которая играет как фестиваль каскадёров, кидающих друг друга в русской лаборатории».

### Награды
| Награда                                         | Дата церемонии  | Категория                                                           | Номинант(ы)                                                                           | Результат | Прим.   |
| ----------------------------------------------- | --------------- | ------------------------------------------------------------------- | ------------------------------------------------------------------------------------- | --------- | ------- |
| «Золотой трейлер»                               | 22 июля 2021    | Лучшее фэнтезийное приключение                                      | «Control» (MOCEAN)                                                                    | Победа    | [ 220 ] |
| «Золотой трейлер»                               | 22 июля 2021    | Лучший трейлер летнего блокбастера 2021 года                        | «Home» (Wild Card)                                                                    | Номинация | [ 220 ] |
| «Золотой трейлер»                               | 22 июля 2021    | Лучшая телереклама летнего блокбастера (для художественного фильма) | «Choose» (Wild Card)                                                                  | Победа    | [ 220 ] |
| «Золотой трейлер»                               | 22 июля 2021    | Лучший постер к тизеру                                              | «Teaser One-Sheet» (LA/Lindeman Associates)                                           | Номинация | [ 220 ] |
| Women’s Image Network Awards                    | 14 октября 2021 | Лучшая актриса в художественном фильме                              | Скарлетт Йоханссон                                                                    | Номинация | [ 221 ] |
| Women’s Image Network Awards                    | 14 октября 2021 | Лучший фильм                                                        | «Чёрная вдова»                                                                        | Победа    | [ 221 ] |
| Премия Голливудской профессиональной ассоциации | 18 ноября 2021  | Лучшие визуальные эффекты — художественный фильм                    | Дэвид Ходжинс, Ханчжи Танг, Райан Дюэйм, Джеймс Рид, Эдмонд Смит III (Digital Domain) | Победа    | [ 222 ] |
| Премия Голливудской профессиональной ассоциации | 18 ноября 2021  | Лучшие визуальные эффекты — художественный фильм                    | Шон Уокер, Марвин Янг, Карл Рапли, Лили Лоуренс, Тимоти Уокер (Weta Digital)          | Номинация | [ 222 ] |
| People's Choice Awards                          | 7 декабря 2021  | Актриса года                                                        | Скарлетт Йоханссон                                                                    | Победа    | [ 223 ] |
| People's Choice Awards                          | 7 декабря 2021  | Фильм года                                                          | «Чёрная вдова»                                                                        | Победа    | [ 223 ] |

## Документальный выпуск
В феврале 2021 года было объявлено о серии документальных выпусков «Marvel Studios: Общий сбор». Выпуски расскажут о создании фильмов и телесериалов КВМ вместе с актёрами и создателями проектов. Специальный выпуск о создании «Чёрной вдовы» c участием Йоханссон вышел на Disney+ 20 октября 2021 года.

## Будущее
Пью вернулась к своей роли в сериале Disney+ «Соколиный глаз», и о её участии намекала сцена после титров фильма. В июне 2021 года Шортланд выразила заинтересованность в режиссуре другого фильма КВМ и высказала мнение, что потенциальное продолжение «Чёрной вдовы», скорее всего, будет вращаться вокруг другого персонажа в главной роли, поскольку в настоящее время в КВМ Романофф мертва. Вайс заявила, что она была бы заинтересована в будущей сюжетной линии с участием Востокофф, принявшей её образ Железной девы из комиксов.